# Mary Carter Reitano
Mary Carter Reitano (ur. 29 listopada 1934 w Sydney) – australijska tenisistka.
W gronie seniorek dwukrotnie zwyciężyła w turnieju Australian Open. W 1956 roku pokonała Thelmę Long 3:6, 6:2, 9:7, a w 1959 wygrała z Renee Schuurman – 6:2, 6:3. Zwyciężczyni wielkoszlemowego juniorskiego Australian Open w 1951 i 1952 roku.